# Damià Nicolau Ferrà
Damià Nicolau Ferrà (Porreres, Mallorca, 1971) és un polític d'Unió Mallorquina (UM) involucrat en el cas Son Oms. És diplomat en Ciències Empresarials i treballador de Banca.
Ingressà a UM l'any 1997 i fou vocal del Comitè de Porreres i regidor de l'Ajuntament. Ocupà el càrrec de coordinador de Pressuposts del Consell de Mallorca des de 1999 a 2001. Fou Director Insular d'Ordenació del Territori des del 2001 fins al 2007. Membre del Consell Polític d'UM, durant tres anys va ser coordinador general del partit, fins al vuitè congrés (desembre de 2003), quan fou elegit secretari general en substitució de Bartomeu Vicens. Deixà aquest càrrec en el novè congrés (desembre de 2007), i fou nomenat gerent de l'Agència Balear de l'Aigua i de la Qualitat Ambiental fins a setembre de 2008.
En juliol de 2009 novament va assolir la secretaria general d'UM, però va dimitir poc després, el 26 de setembre, a causa de la seva imputació en el cas Son Oms.
Per aquest cas de corrupció, Damià Nicolau fou condemnat a dos anys i tres mesos de presó pel Tribunal Superior de Justícia de les Illes Balears, d'acord amb la sentència de 17 de desembre de 2009. A conseqüència d'això, el mateix dia dimití com a regidor de Porreres i es donà de baixa d'UM.